# Antoine Berjon
Antoine Berjon (n. 17 mai 1754, Lyon, Regatul Franței – d. 24 octombrie 1843, Lyon, Franța) a fost un pictor și designer francez, printre cei mai importanți pictori de flori din Franța secolului al XIX-lea. A lucrat pe o varietate de medii, inclusiv ulei, pastel, acuarelă și cerneală.
Berjon s-a născut în St Pierre de Vaise, o comună din Lyon, fiu al unui măcelar, și a studiat mai întâi desenul cu sculptorul local Antoine-Michel Perrache (1726–1779). Informațiile din perioada timpurie a vieții sale nu sunt clare; conform biografului său neconfirmat J. Gaubin, e posibil să fi studiat medicina sau să fi avut o vocație religioasă, învățând pictura florilor în timpul noviciatului. A mers să lucreze ca designer de textile în importanta industrie de mătase din Lyon până la prăbușirea acesteia odată cu Revoluția Franceză.
Picturile lui Berjon din anii 1780 nu sunt de negăsit. În 1791, Salonul de la Paris a acceptat patru dintre lucrările sale, inclusiv Natura moartă de piersici și struguri. A vizitat des Parisul la începutul anilor 1790 și s-a mutat acolo în 1794, devenind prieten cu Jean-Baptiste-Jean Augustin (1759–1832), pictor de miniaturi, și cu Claude-Jean-Baptiste Hoin (1750–1817), un portretist. Trăind la Paris timp de 17 ani, a expus la Salon de cel puțin cinci ori.
Până la întoarcerea sa la Lyon în 1810, reputația sa a crescut și a devenit profesor de design floral la nou înființata École des Beaux-Arts, care fusese fondată prin decretul lui Napoleon din 1807 pentru a reînvia industria mătăsii din Lyon. A fost demis după 13 ani, în 1823, fiind înlocuit de talentatul său elev Augustin Thierrat (1789–1870). Temperamentul lui l-a pus probabil în conflict cu administrația școlii; era cunoscut pentru încăpățânarea sa, iar unii contemporani îl considerau egoist, o caracterizare care a rămas pe tot parcursul vieții. Și-a înființat propriul atelier în Lyon, dând cursuri private și a continuat să creeze artă în ultimele două decenii ale vieții sale. A murit la Lyon la vârsta de 89 de ani.

## Arta

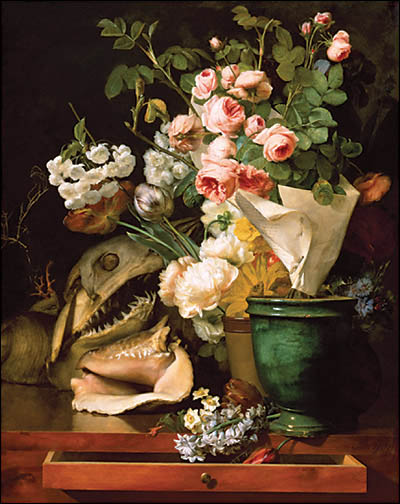
Natură moartă cu flori, scoici, cap de rechin și pietrificări (1819) Muzeul de Artă din Philadelphia

Una dintre lucrările importante ale lui Berjon este Natură moartă cu flori, scoici, cap de rechin și pietrificări (1819). A terminat pictura pe când era încă profesor la École des Beaux-Arts. Reprezentările detaliate ale florilor din lucrare amintesc de pictorii olandezi de flori din urmă cu două secole, dar elementele care însoțesc florile nu sugerează o natură moartă obișnuită. Capul scheletului de rechin și scoicile sunt la început incongruente, dar arată că Berjon și-a adaptat stilul la epoca Iluminismului, diversificând subiectul pentru a reprezenta noul simț al naturii din epocă. Prospețimea și delicatețea florilor contrastează cu vârsta și permanența petrificărilor.
Buchet de crini și trandafiri într-un coș aflat pe un șifonier (1814), deținut de Luvru, este, de asemenea, caracteristic operei sale. Berjon a fost și portretist: J. Halévy alături de fratele și sora sa (1820) este un exemplu.